# Carcharodus floccifera
Carcharodus floccifera é uma espécie de insetos lepidópteros, mais especificamente de borboletas pertencente à família Hesperiidae.ref>«Carcharodus floccifera (Zeller 1847)». Fauna Europaea. 29 de agosto de 2013. Consultado em 30 de janeiro de 2017</ref>
A autoridade científica da espécie é Zeller, tendo sido descrita no ano de 1847.
Trata-se de uma espécie presente no território português.